# Пурежка
Пурежка, иначе Пурех — река в России, протекает по Ивановской области. Устье реки находится в 63 км по левому берегу реки Лух. Исток реки теряется в лесах северо-восточнее населённого пункта Керегино Ивановской области. Впадает в Лух у деревни Пурешка. Длина реки составляет 28 км, площадь водосборного бассейна — 233 км².
На картах XIX века участок реки от истока и до слияния с рекой Сура обозначался как Ламех или Ламиг.

## Данные водного реестра
По данным государственного водного реестра России относится к Окскому бассейновому округу, водохозяйственный участок реки — Клязьма от города Ковров и до устья, без реки Уводь, речной подбассейн реки — бассейны притоков Оки от Мокши до впадения в Волгу. Речной бассейн реки — Ока.
Код объекта в государственном водном реестре — 09010301112110000033860.

## Притоки
- река Сура (левый)
- река Ласковка (правый)